# Hernfrid Witte
Bror Otto Hernfrid Witte, född 13 juli 1877 i Ånimskogs socken, död 30 augusti 1945 i Stockholm, var en svensk botaniker.
Hernfrid Witte var son till lantbrukaren Otto Ludwig Witte och Maria Charlotta ("Lotten") Sandberg. Efter mogenhetsexamen i Skara 1897 studerade han vid Uppsala universitet där han blev filosofie kandidat 1902, filosofie licentiat 1905 och filosofie doktor 1906. Witte hade amanuensförordnanden vid Bergianska trädgården i Stockholm 1902 och vid Uppsala botaniska trädgård 1903–1904 samt var föreståndare för vallväxtavdelningen vid Sveriges utsädesförening 1907–1921 och för Svenska mosskulturföreningen i Jönköping 1921–1925. 1924 blev han tillförordnad föreståndare med professors titel för den nyinrättade Statens centrala frökontrollanstalt. Från detta ämbete avgick han 1944 och utsågs då till ordförande i styrelsen för Frökontrollanstalten. Han företog studieresor till en mängd europeiska länder samt 1919 till USA och Kanada. Witte ägnade sig till en början åt den rena botaniken. Hans arbeten De svenska alfvarväxterna (1906) och Till de svenska alfvarväxternas ekologi (1906, doktorsavhandling) var vikta bidrag till kännedomen om alvarvegetationen i Sverige. Därjämte publicerade han uppsatser om den svenska ruderatfloran, om uppträdandet av grådådra och silene dichotoma som vallogräs i Sverige med mera. Som vallväxtförädlare uppdrog Witte i Svalöv en rad utmärkta sorter som Primus timotej, Gloria timotej, Skandia hundäxing, Viktoria rajgräs och Svalövs renodlade senklöver, och på hans initiativ upprättade Mosskulturföreningen en försöksgård vid Gisselås i Jämtland.
Sin främsta insats gjorde Witte inom frökontrollen och förproduktionen. Han nydanade och utvecklade i hög grad det svenska frökontrollväsendet samt var från 1925 inspektör för Sveriges statsunderstödda frökontrollanstalter. Redan 1911 skapade han Skånes fröodlingsförening (där han var sekreterare till 1920) och han deltog 1914 i bildandet av Sveriges fröodlareförbund (där han var vice ordförande från 1938) samt organiserade en mängd Utsädes- och förutställningar. Tack vare hans och även andras insatser kunder under första världskriget Sveriges fröbehov till en början tillgodoses, men under Folkhushållningskommissionen upprättades snart Statens fröbyrå (1916–1919) med Witte som VD. På alla dessa områden inom den praktiska botaniken publicerade Witte ett stort antal skrifter, och han utgav exsickatverket Vallväxtherbarium (1909, 2:a upplagan 1910). Witte var bland annat ordförande i styrelsen för Statens växtskyddsanstalt 1932–1939 och ordförande där från 1939, styrelseledamot i Svensk mosskulturförening 1927–1938, vice ordförande i Svenska vall- och mosskulturföreningen från 1939 samt ledamot av styrelsen för Lantbrukshögskolan från 1934 och för Alnarps lantbruks-, mejeri- och trädgårdsinstitut från 1936. I internationella frökontrollassociationen var han president från 1937. Witte invaldes i Lantbruksakademien 1922, blev hedersledamot 1938 och var vice preses där från 1944. Han erhöll bland annat Stockholms läns hushållningssällskaps stora guldmedalj.